# Slater (Missouri)
Pour les articles homonymes, voir Slater.
Slater est une ville du comté de Saline en Missouri, aux États-Unis

## Géographie
La ville se situe à 150 kilomètres de Kansas City.

## Histoire
La ville doit son nom à John F. Slater du Connecticut.
C'est une ville construite autour d'une gare ferroviaire du train en provenance de Chicago. La compagnie Rice-Sixt créa une usine de vêtements dans la commune. Durant la Seconde Guerre mondiale la ville possède une usine d'éléments mécaniques pour les bombardiers B29.
Slater possède une piscine, un aérodrome et un cinéma.

## Personnalités
- Steve McQueen, acteur, y a passé sa jeunesse.